# 蒲生のクス

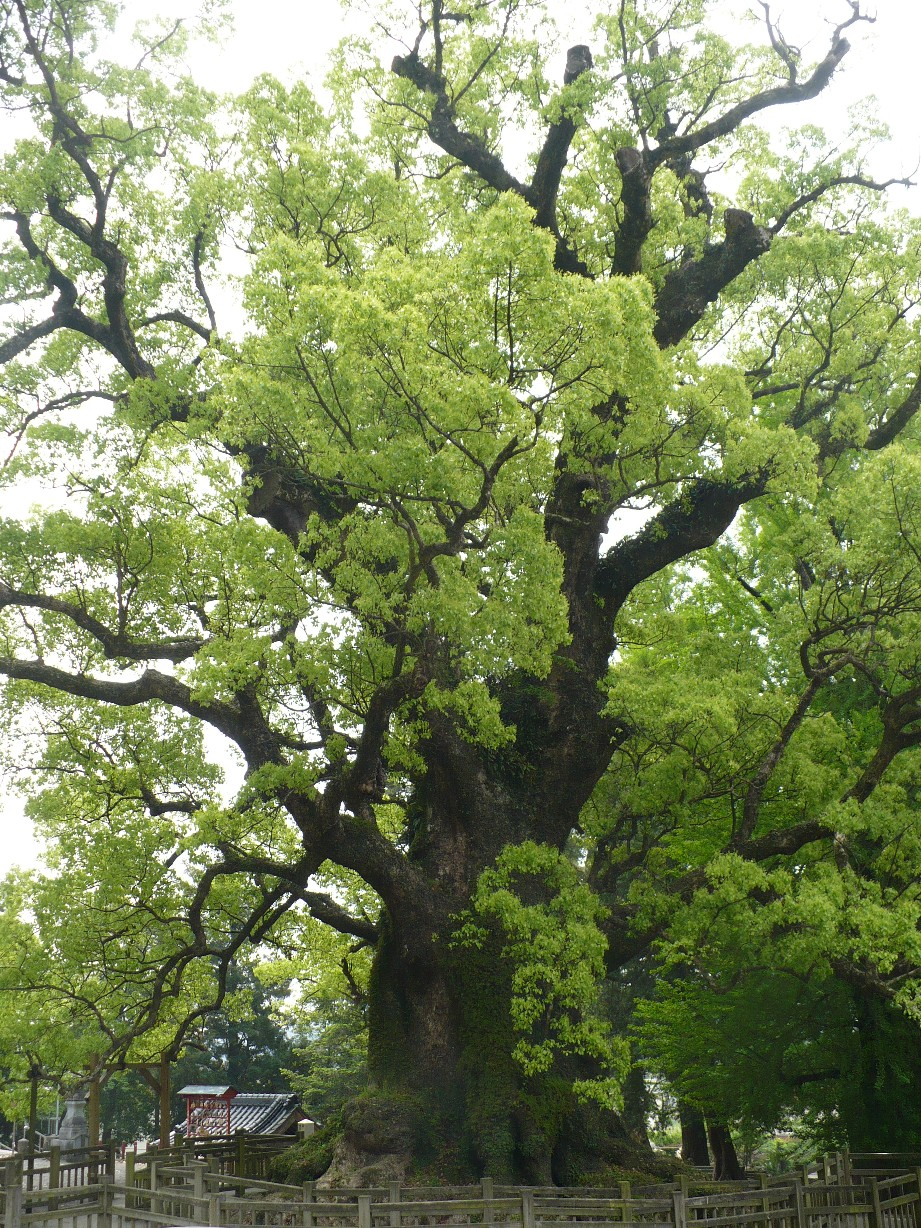
蒲生のクス

蒲生のクス（かもうのクス）は、鹿児島県姶良市蒲生町上久徳の蒲生八幡神社境内にあるクスノキの巨木である。国の特別天然記念物。

## 概要
高さ約30メートル、地上から1.3メートルの高さでの幹周は24.2メートルで、根回り33.5メートル、幹の中には広さ約13平方メートル（畳8畳分）の空洞があり、樹齢は約1500年と推定されている（平成23年（2011年）現在）。昭和63年（1988年）に行われた環境庁による巨樹巨木調査（昭和63年度）において日本最大の巨木と認定されている。蒲生の大楠・蒲生の大クスという表記もみられる。

## 歴史
宇佐八幡宮神託事件で大隅へ配流された和気清麻呂が当地を訪れ、手にしていた杖を地に刺したものが根付いたものと伝えられ（杖立て伝説）、蒲生舜清が蒲生八幡神社を創建した保安4年（1123年）の時点で既に神木として祀られていたともされているので、当時から相当の大木であったと考えられている。永正3年（1506年）正月7日に八幡の森で発生した火災が延焼し枝の一部を焼失した。
大正2年（1913年）に発表された「大日本老樹番付」で東の横綱とされ、同11年3月8日には天然記念物に、昭和27年（1952年）3月29日には特別天然記念物に指定されている。昭和60年（1985年）8月31日、台風13号の強風のため多くの枝葉を失ったが町民の保護活動によって復活している。
なお、同県出水市の市指定天然記念物である「出水の大楠」とは相思の仲で、この両樹に纏わる悲恋物語も伝えられている。